# Liberalismo moderno negli Stati Uniti d'America

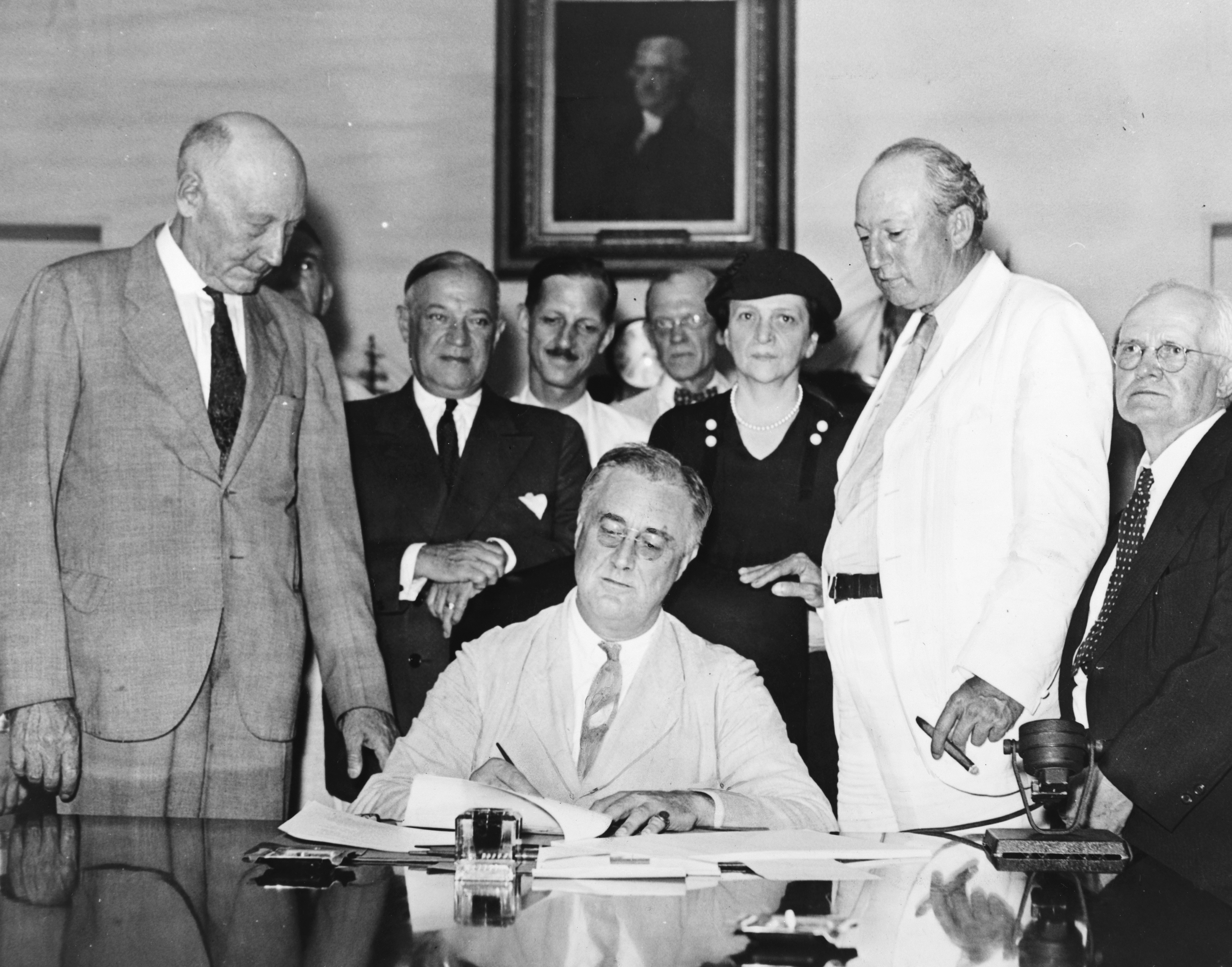
Il presidente Franklin Delano Roosevelt firma il Social Security Act durante il New Deal

Il liberalismo moderno (noto semplicemente come liberalismo negli Stati Uniti d'America), i cui sostenitori sono detti liberals, è una forma di liberalismo sociale e riformista sviluppatasi negli Stati Uniti d'America a partire prevalentemente dall'azione del presidente Franklin Delano Roosevelt, il New Deal di ispirazione keynesiana, inizialmente per compensare le crisi come la Grande depressione. Si tratta di un'ideologia progressista che nella seconda metà del XX secolo ha trovato rappresentanza all'interno del Partito Democratico e in piccola parte nei repubblicani, nei cosiddetti Neocon e coloro chiamati dispregiativamente RINO (sigla che sta per Republicans In Name Only).
Diversamente dai liberali europei (centristi), i liberal americani rappresentano una corrente politica alquanto vicina ai valori della socialdemocrazia europea e dunque dell'area del centro-sinistra.
"Liberal" indica appunto un liberalismo attento e pronto sulle questioni sociali e sul rispetto dei diritti individuali ; è meritocratico,  accetta il welfare state e non condivide la  concezione del capitalismo  delle destre liberali classiche (vedere libertarianismo e conservatorismo negli Stati Uniti d'America).
Oggi il termine è usato anche in politologia internazionale.

## Liberal nei democratici
In senso lato la maggioranza dei politici attivi nel Partito Democratico possono essere considerati liberal, tuttavia è bene considerare come questo termine venga associato più che altro alla sinistra del partito. In particolare tre degli ultimi presidenti democratici sono catalogabili come centristi-moderati, anche se ebbero delle fasi "liberal" nella loro vita politica: Lyndon B. Johnson fu liberal solo in gioventù, sotto la Presidenza Roosevelt, anche se conservò sempre alcune idee nell'impostazione sociale; Jimmy Carter è considerato liberal solo dopo la sua presidenza, ma abbastanza moderato in precedenza, mentre Bill Clinton è un riformista moderato da sempre.
Esponenti di spicco dell'ala liberal del partito, spesso considerati tutt'uno con i progressisti, sono stati negli anni il presidente John F. Kennedy (il quale era però, per molti versi, un moderato, ad esempio sulle questioni di politica estera e su temi etici), Robert Kennedy, Hubert Humphrey, Ted Kennedy, Eugene McCarthy, George McGovern, Mike Mansfield, Frank Church, Walter Mondale, il citato Michael Dukakis e, più recentemente, Al Gore, John Kerry, Hillary Clinton e il presidente Barack Obama (questi ultimi quattro però hanno accuratamente evitato di definirsi liberal in campagna elettorale). Di provata fede liberal sono poi gli esponenti della sinistra democratica: Nancy Pelosi, Pete Stark, Dennis Kucinich, Barbara Lee e tutti i membri del Congressional Progressive Caucus, l'organizzazione che raccoglie la sinistra congressuale statunitense.
Alcuni progressisti invece, come l'indipendente Bernie Sanders, non si definiscono liberal ma direttamente socialisti democratici o socialdemocratici

## Liberal nei repubblicani
Idee coerenti con il liberalismo americano si sono applicate anche nel Partito Repubblicano, formando la "sinistra repubblicana" (mentre nel Partito Democratico la Blue Dog Coalition forma una forza interna conservatrice formando la "destra democratica"), i cui membri sono spesso etichettati "Republicans in name only". Questi hanno visioni socioliberali per i temi etico-sociali, mentre sono centristi se non conservatori sui temi economici, gestione del crimine e in politica estera, ossia liberisti, interventisti e per la cosiddetta tolleranza zero. Di questo gruppo fanno parte o ne hanno fatto parte politici importanti come Arnold Schwarzenegger (liberal e ambientalista), Colin Powell, Fiorello La Guardia, Rudolph Giuliani, e Michael Bloomberg (gli ultimi tre sono tutti sindaci repubblicani di New York).